# Johannes Sudiarna Hadiwikarta
Johannes Sudiarna Hadiwikarta (* 28. März 1944 in Wonosobo; † 13. Dezember 2003) war ein Bischof von Surabaya. 

## Leben
Johannes Sudiarna Hadiwikarta empfing am 8. Dezember 1970 die Priesterweihe. Papst Johannes Paul II. ernannte ihn am 26. März 1994 zum Bischof von Surabaya.
Die Bischofsweihe spendete ihm der Altbischof von Surabaya, Aloysius Josef Dibjokarjono, am 25. Juli desselben Jahres; Mitkonsekratoren waren Julius Riyadi Darmaatmadja SJ, Militärbischof von Indonesien und Erzbischof von Semarang, und Herman Joseph Sahadat Pandoyoputro OCarm, Bischof von Malang.